# Traité nippo-sud-coréen du 22 juin 1965
Le traité nippo-coréen du 22 juin 1965 a normalisé les relations entre le Japon et la Corée du Sud, tout en permettant au Japon de devenir l’un des partenaires économiques privilégiés de la Corée du Sud.

## Le contexte de l’accord
Peu après sa nomination comme Premier ministre du Japon en novembre 1964, Eisaku Satō envoie à Séoul son ministre des Affaires étrangères en vue de normaliser les relations entre les deux pays, alors que le nouvel homme fort de la Corée du Sud, le général Park Chung-hee, a été formé au Japon et ne partage pas le nationalisme antijaponais de son prédécesseur Syngman Rhee.
Le gouvernement japonais souhaite améliorer ses relations avec ses voisins, dans un contexte de montée des incertitudes en Asie : les États-Unis ne parviennent pas à l’emporter dans le conflit vietnamien et la Chine a accédé au rang de puissance nucléaire en 1964.
Les rapports entre le Japon et la Corée restent cependant marqués par le contentieux historique de l’occupation japonaise de la Corée et le « statut de citoyens de seconde classe [constituant] une minorité méprisée », des quelque six cent mille Coréens du Japon, présents dans l’archipel nippon depuis la colonisation japonaise.

## Une normalisation et aide économique
Aux termes du traité signé entre Tōkyō et Séoul le 22 juin 1965, le Japon reconnaît la République de Corée comme le seul État représentant l’ensemble de la Corée, alors que les deux États n’avaient plus de relations diplomatiques depuis 1952. Le traité entre en vigueur le 18 décembre 1965.
En conséquence de l’accord, les Coréens vivant au Japon doivent désormais choisir entre la nationalité nord ou sud-coréenne, tout en se voyant confirmer le statut de résidents permanents.
Le traité prévoit en outre le versement non pas de réparations de guerre, mais d’une assistance japonaise au développement de la Corée de 300 millions de dollars, auxquels s'ajoutent 200 millions de prêts bancaires.
Le contentieux sur la délimitation des eaux territoriales est partiellement réglé par la création d’une zone de pêche commune et la suppression de la Ligne Syngman Rhee, mais la question de la souveraineté des rochers Liancourt, revendiqués tant par le Japon que par la Corée du Sud, reste en suspens[réf. nécessaire].
Le traité indique enfin que l'ensemble des problèmes concernant les deux parties, y compris leurs ressortissants, est réglé de manière complète et définitive.

## Réactions
La normalisation des relations diplomatiques entre la Corée du Sud et le Japon suscite de vives manifestations d’oppositions dans ces deux pays, ainsi qu’en Corée du Nord.

### En Corée du Sud
Les opposants sud-coréens au traité observent que le traité du 22 juin 1965 ne signifie pas la reconnaissance par le Japon des dommages causés par la colonisation de la péninsule entre 1905 et 1945, l’aide économique japonaise n’étant d’ailleurs pas qualifiée de réparations au titre de l’occupation.
En particulier, la question des femmes de réconfort coréennes, obligées de se prostituer au Japon pendant la Seconde Guerre mondiale, reste pendante.

### En Corée du Nord
Isolé par le rapprochement entre Séoul et Tōkyō, le président nord-coréen Kim Il-sung exige l’abrogation du traité du 22 juin 1965 comme préalable à toute discussion bilatérale avec le Japon.

### Au Japon
Dans l’archipel nippon, le Parti communiste japonais, le Parti socialiste japonais et le Kōmeitō demandent une normalisation analogue des relations entre Tōkyō et Pyongyang. Au sein même du Parti libéral démocrate, au pouvoir à Tōkyō, se crée une Ligue d’amitié avec la Corée du Nord.
L’association des Coréens du Japon Chongryon, proche de Pyongyang, s’oppose à un accord aux termes duquel la Corée du Sud est le seul gouvernement légitime de la Corée, et qui fragilise la situation juridique des Coréens du Japon optant pour la nationalité nord-coréenne par rapport à ceux qui choisissent d’être citoyens sud-coréens.
Pour leur part, les milieux d’affaires japonais auraient jugé plus avantageux de négocier des contrats avec la Corée du Nord, alors plus développée économiquement que la Corée du Sud, et dont le sous-sol est riche en matières premières. Ils obtiennent cependant de pouvoir développer les échanges avec la Corée du Nord indépendamment des relations entre Tōkyō et Séoul.

## Conséquences économiques
L'aide japonaise associée à l'aide américaine permet de lancer un plan Marshall industriel, des firmes d'État sont constituées dans tous les secteurs stratégiques : aciérie (POSCO), électricité (KEPCO), télécommunications (Korea Telecom), réseaux ferrés et routier (Korea Railroad et Korea Expressway (en)), banque, eau et agriculture.
Le traité facilite l’implantation des entreprises japonaises en Corée du Sud qui devient « une sorte d’annexe pour certaines de leurs industries essentielles », tandis que le Japon devient le premier partenaire commercial de la Corée du Sud : « Dès 1969, Séoul réalise plus d’échanges avec le Japon (36,2 %) qu’avec les États-Unis (34,6 %) et reçoit plus de capitaux japonais qu’américains ».
Les importants investissements japonais en Corée du Sud ont ainsi été un des ressorts du « miracle économique » sud-coréen.